# Іраклій Квірікашвілі
Іраклій Квірікашвілі (груз. ირაკლი კვირიკაშვილი; 30 вересня 1984, Кутаїсі) — грузинський футбольний арбітр. Арбітр ФІФА та УЄФА з 2021 року. Судить матчі в Лізі Еровнулі з 2016 року.

## Суддівська кар'єра
27 серпня 2016 року Квірікашвілі провів свій перший матч у чемпіонаті Грузії. Під час гри між командами «Локомотив» (Тбілісі) та «Гурія» (Ланчхуті) 2–1 суддя вісім разів показав жовту картку, в тому числі дві одному гравцю гостей, якого зрештою було вилучено. У євро кубках дебютував 15 липня 2021 року під час матчу між «Кауно Жальгіріс» і ФК «Європа» в рамках першого кваліфікаційного раунду Ліги конференцій Європи УЄФА; гра закінчилася з рахунком 2–0, а Квірікашвілі показав шістьом гравцям жовті картки.
Свій перший міжнародний матч на рівні збірних він відсудив 27 березня 2018 року, коли збірна Вірменія програла збірній Литві з рахунком 0–1. Під час цього матчу Квірікашвілі показав жовті картки чотирьом гравцям.